# Węgorzewo
Węgorzewo (în germană Angerburg, în lituaniană Ungura) este un oraș în partea de nord-est a Poloniei, în voievodatul Varmia și Mazuria. Este reședința districtului omonim și a comunei urbane Węgorzewo. La recensământul din 2002 înregistra o populație de 11.714 locuitori. Prima mențiune documentară a orașului datează din 1335 , când este menționat cu numele de Angirburg, o așezare a cavalerilor teutoni ce cuprindea un spațiu de locuit, o palisadă și un turn de apărare.